# Phyllanthus phillyreifolius
Phyllanthus phillyreifolius är en emblikaväxtart som beskrevs av Jean Louis Marie Poiret. Phyllanthus phillyreifolius ingår i släktet Phyllanthus och familjen emblikaväxter.

## Underarter
Arten delas in i följande underarter:
- P. p. commersonii
- P. p. crassistigma
- P. p. gracilipes
- P. p. phillyreifolius
- P. p. stylifer
- P. p. telfairianus
- P. p. triangularis